# جون لورينغ
جون لورينغ (بالإنجليزية: John Loring)‏ هو رسام ومصمم ومؤرخ أمريكي، ولد في 23 نوفمبر 1939 في شيكاغو في الولايات المتحدة.